# ويكيميديا السويد
ويكيميديا السويد (بالسويدية: Wikimedia Sverige) هو فرع محلي تابع لمؤسسة ويكيميديا، ويقع مقره الرئيسي في العاصمة السويدية ستوكهولم. تأسست الجمعية سنة 2007، وتُعنى بدعم وتعزيز الوصول إلى المعرفة الحرة في السويد، من خلال الترويج لمشاريع ويكيميديا المختلفة مثل ويكيبيديا وويكاميديا كومنز وويكي مصدر، وغيرها.
تسعى ويكيميديا السويد إلى التعاون مع المؤسسات التعليمية والثقافية والحكومية داخل السويد لتعزيز المحتوى المفتوح ودعم المبادرات المرتبطة بالمعرفة الحرة. كما تنظم الورشات والفعاليات وتشارك في مشاريع رقمية تهدف إلى توسيع نطاق مشاركة المجتمع في إثراء المحتوى الرقمي بلغات متعددة، خصوصًا اللغة السويدية.
تُعد ويكيميديا السويد جزءًا من الحركة العالمية لمؤسسة ويكيميديا، وتلتزم بالمبادئ التأسيسية للمؤسسة الأم، لا سيما الشفافية، والمجانية، وحرية الوصول إلى المعرفة.